# Асебильо, Хосе
Хосеп Асебильо Марин (исп. Josep Acebillo Marin; род. 16 апреля 1946, Уэска) — испанский архитектор, декан архитектурного факультета Университета Лугано, профессор Барселонского архитектурного института, занимал должность главного архитектора Барселоны. В рамках подготовки к проведению летних Олимпийских игр 1992 года занимал должность технического директора олимпийского холдинга «Барселона 92».

## Биография
Выпускник архитектурного факультета Каталонского политехнического университета в 1974 году, получил диплом историка искусства в 1975 году. С 1975 по 1981 год руководил проектной мастерской, работавшей самостоятельно или в сотрудничестве с архитектурной фирмой MBM. За это время стал обладателем двух наград за успехи в городском дизайне и двух — в архитектуре.
С 1981 по 1987 год он был директором управления городского планирования муниципалитета Барселоны, должность, которая предусматривает ответственность за проектирование и строительство общественных городских пространств (под руководством Проф. Асебильо было выполнено 145 таких проектов), инфраструктуры, памятников и общественных зданий предложенных городским советом. За высшее качество общественных городских пространств, сделанных под руководством Проф. Асебильо, Высшая школа дизайна Гарвардского университета в 1990 году присвоила ему Премию Принца Уэльского в области городского дизайна.
С 1988 по 1994 Асебильо является Техническим директором Института городского развития Барселона (Олимпийский Холдинг). Под его руководством осуществляется проектирование и строительство крупных городских инфраструктур к Олимпийским играм 1992 года. За вклад в градостроительное трансформирование города, ему присвоена почетная медаль «Барселоне 1992».
С 1994 по 2011 годы он является директором регионально-городского Агентства Барселоны по стратегическому развитию инфраструктуры города (Barcelona Regional). Его усилия принесли ему специальный европейский приз в области урбанизма 1997/1998, врученный Европейской комиссией для Проекта Инфраструктур и обслуживающих систем города.
В 1998 году он был назначен «Управляющим Инфраструктурами и урбанизмом» (Comisionado Infraestructuras у de urbanismo в Барселоне.
В 1999 году он стал главным архитектором города Барселоны. В том же году он был назначен почётным членом Королевского института британских архитекторов. Кроме того, в 1999 году RIBA присудила ему Золотую королевскую медаль в области архитектуры<. В 1999 Барселона тоже удостоилась Королевской золотой медали в области архитектуры RIBA за вклад Нарсиса Серра-и-Серры, Паскуаля Марагалл-и-Миры, Жуана Клос-и-Матэу, Жузепа Асебильо и Ориоля Боигаса.
Под градостроительным руководством Асебильо Барселона получила многочисленные награды за достигнутый примат на международной архитектурной сцене. После чего, Хосэ Асебильо часто получал приглашения для оценки других городов, таких как Лондон, Остенде, Казань, и других, а также для направления усилий их градостроительной трансформации. В 2003 году он был назначен членом Международного комитета дизайна Лондонского агентства развития для оценки развития города.
В 2004, он стал директором по архитектуре и инфраструктуре Международного форума культуры Барселоны в 2004 году.
В 2009 он основал группу Барселонские стратегические урбанистические системы, состоящую из высококвалифицированных технических компаний публичного и частного сектора Барселоны, для участия в развитии международных проектов.
Хосе Асебильо всегда занимался интенсивной преподавательской деятельностью. Сначала в итальянском университете в Урбино (Ilaud); затем в качестве приглашенного профессора на факультетах архитектуры в различных вузах, включая Йельскую школы архитектуры, Высшую школу дизайна Гарвардского университета и факультет архитектуры Национального университета Сингапура.
С 2001 года Асебильо руководит Кафедрой культуры территории в Академии архитектуры в Мендризио, в которой занимал должность декана с 2003 по 2007 год. В 2004 году он основал в Академии Институт современного городского проекта, который проводит исследования в области современного городского проектирования.
Асебильо продолжает преподавать в Академии архитектуры в Мендризио и по состоянию на 2021 год является членом совета директоров и профессоров Института архитектуры Барселоны.
В 2007 году Асебильо открыл архитектурную студию «Офис архитектурных систем» в Швейцарии в сотрудничестве с архитектором Станиславой Бошкович Сигон.

## Награды
- 1990 Премия Принца Уэльского в сфере урбанистического дизайна (гарвардская Высшая школа дизайна)[2].
- 1992 Почетная Медаль Города Барселона.
- 1996 Первый приз в конкурсе на расширение Университета Барселоны Помпеу Фабра.
- 1999 Королевская Золотая Медаль за Архитектуру присужденная Королевским Институтом Британских Архитекторов (RIBA) городу Барселона и людям, внесшим вклад в трансформацию города после становления первого демократического правительства Барселоны.
- 1999 Почётный Член Королевского Института Британских Архитекторов (RIBA).
- 2000 Первый приз конкурса на ремоделирование экс-МКФ Пляжа Фалирон в Афинах, Греция.
- 2001 План Улучшения Энергетики Барселоны Приз Барселона Обновляемая.
- 2001 Награждён Компанией Обновляемой Энергии (Брюссель, Декабрь 2001).
- 2002 Специальный приз Венецианского Биеннале в восьмой Международной архитектурной выставке, за лидерство в международной архитектуре.
- 2002 Упоминание жюри. II Европейский приз общественного пространства за проект восстановления окружающей среды финишной прямой канала реки Бесос. Награждён Французским институтом архитектуры (IFA), Архитектрурным фондом Лондона, Нидерландским архитектурным институтом (NAI), Архитектурный центр Вены (AZW) и Центорм современной культуры Барселоны (CCCB).
- 2005 Первый приз за общественное пространство, тематическую площадь и развитие набережной зоны Сарагозы для Международной выставки 2008.
- 2007 Энергетическая награда Международного форума культуры 2004 в Барселоне.